# Luiz Luisi
Luiz Benito Viggiano Luisi (Cruz Alta, 1º de março de 1927 — Porto Alegre, 3 de novembro de 2005) foi um jurista brasileiro.

## Vida
Filho de Emanuel Felisberto Luisi e Ida Viggiano Luisi, Luiz Luisi nasceu em 1º de março de 1927, na cidade de Cruz Alta, no interior do Rio Grande do Sul. Em 1949 graduou-se Direito pela Universidade Federal do Rio Grande do Sul, embarcando posteriormente para a Itália, onde viria a estudar no Instituto de Filosofia do Direito da Universidade de Roma. Lá obteve o título de especialista em 1951 e teve uma monografia publicada.
Ainda em 1951, ao regressar ao Brasil, ingressou na carreira acadêmica como Professor Assistente da cadeira de Filosofia do Direito da UFRGS, cujo titular era o Professor Armando Câmara, até 1959, quando decide retornar para Cruz Alta, dando início à carreira de advogado. Em 1967 volta à carreira acadêmica, na Universidade de Santo Ângelo, onde lecionou por 25 anos. Em 1969 ajuda a fundar o curso de Direito da Faculdade de Cruz Alta (atual Universidade de Cruz Alta). Obtém o título de Doutor em Direito Penal pela UFRGS em 1977, com a tese "O tipo penal e a teoria finalista da ação".
Faleceu em 03 de novembro de 2005, em decorrência de complicações advindas de um infarto que sofreu em 29 de outubro daquele ano.

## Obra
O Professor Luiz Luisi é considerado por muitos um dos principais precursores e defensores do finalismo no Brasil, sobretudo após a publicação da sua tese em 1975, posteriormente republicada em 1987 com novo título.

## Principais publicações
- O tipo penal, a teoria finalista e a nova legislação penal. Porto Alegre: Sergio Antonio Fabris Editor, 1987.
- Os princípios constitucionais penais. Porto Alegre: Sérgio Antonio Fabris Editor, 1991.
- Filosofia do Direito. Porto Alegre: Sérgio Antonio Fabris Editor, 1993.